# Fedorivka, Șarhorod
Fedorivka (în ucraineană Федорівка) este o comună în raionul Șarhorod, regiunea Vinnița, Ucraina, formată numai din satul de reședință.

## Demografie
Componența lingvistică a satului Fedorivka
     Ucraineană (98,5%)
     Rusă (1,25%)
     Alte limbi (0,26%)
Conform recensământului din 2001, majoritatea populației satului Fedorivka era vorbitoare de ucraineană (98,5%), existând în minoritate și vorbitori de rusă (1,25%).